# Adrianópolis (Nova Iguaçu)
Adrianópolis é um bairro do município de Nova Iguaçu, no estado do Rio de Janeiro, no Brasil, mais conhecido como "Terra do carinho". Está situado no Setor de Planejamento Integrado Norte deste município, e faz parte da unidade regional de governo Tinguá, juntamente com Tinguá, Jaceruba, Rio D'Ouro e Montevidéu.
Localiza-se a uma latitude de  22°39'18" sul e a uma longitude de  43°29'11" oeste, estando a uma altitude de 22 metros. Sua população de 3 893 habitantes (Censo 2000) está distribuída em 33,4 km², perfazendo, assim, uma densidade demográfica de 323 habitantes por quilômetro quadrado.
Ainda segundo o Censo 2000, o número de domicílios em Adrianópolis é 3 983 e a taxa de alfabetização é 83,1 por cento.
O bairro tem, como limite norte, a Reserva Biológica do Tinguá, patrimônio da humanidade e um dos últimos vestígios de Mata Atlântica no Brasil. Conta com inúmeras nascentes, rios, cachoeiras e cascatas, que são utilizadas pela população como fonte de alimento e lazer. Em Adrianópolis, nasce um dos pricipais rios da Baixada Fluminense: o Rio Iguaçu.

## Topônimo
"Adrianópolis" é um termo oriundo da língua grega: significa "cidade de Adriano", através da junção das palavras "Adriano" e pólis (cidade).

## Transportes
Adrianópolis é servido pelas empresas de ônibus Linave e Mirante.
O acesso ao bairro é feito pela rodovia RJ-113, também conhecida localmente como Estrada de Adrianópolis, que ainda não possui pavimentação em sua grande parte. A rodovia estadual, no passado, foi o antigo leito do Ramal de Jaceruba da extinta Estrada de Ferro Rio d'Ouro, que atravessava a região. 